# カンフーシェフ
カンフーシェフ（功夫廚神、Kung Fu Chefs）は2008年の香港映画。日本公開は、2009年4月25日。
主演はサモ・ハン・キンポー、台湾のアイドルユニットF4のヴァネス・ウー（呉建豪）と、元モーニング娘。の加護亜依。加護の喫煙スキャンダルからの復帰作としても知られる。

## 概要
カンフーと中華料理とをミックスさせた娯楽作品である。
料理人対決であるのだが、カンフーがふんだんに登場するハチャメチャな設定が、香港映画全盛期の作風を髣髴とさせる。
サモ・ハン・キンポーは、ジャッキー・チェンと共にカンフー映画ブームの立役者として香港映画界の黄金時代を築いた1人であるが、今作でも56歳（撮影時）という年齢ながら、衰えを見せない激しい本格的アクションを披露している。ブルース・リャン、ルイス・ファンといった香港アクション界の著名人がサモ・ハン・キンポーの対戦相手となり、アイドルグループ・F4随一の肉体派と称されるヴァネス・ウーと本作が映画初出演にして完全復帰作となる加護亜依とがほのかな恋を繰り広げて作品に華を添える。

## あらすじ
右手を怪我して、料理長を退いた兄・ピンチーの後を継いでピンイーは有名店の料理長になるが、ジョーは父・ピンチーの怪我はピンイーの仕業だと思い込み、ピンイーを罠に嵌めて料理長の座から追放すると、一族の支配の象徴「竜頭刀」を手に入れた。
ピンイーは師匠・シェンのレストラン「四海一品」を訪ねるが、師匠は既に亡くなっており、レストラン「四海一品」はチン、イン姉妹と新しい料理長によって営業されていた。「四海一品」の料理を酷評したピンイーは料理長と腕比べをすることになった。料理学校を卒業後、校長の勧めでシェンを訪ねてきたケンがピンイーのアシスタントを務め、ピンイーは伝説の料理を作って腕比べに勝つ。ピンイーはチンに頼まれるかたちで「四海一品」の新しい料理長となり、ケンもピンイーに弟子入りする。
ピンイー復活を聞きつけたジョーが「四海一品」へ荒事担当の手下を送り込んだことで、「四海一品」の客足は遠のくことになる。これを打開するために料理コンテストへの出場を決意するが、コンテスト直前になってピンイーが出場できなくなり、ケンが代表となった。最大のライバルは、ジョーが支配人を務める「粤皇軒」、料理長ティエンは過去の料理コンテストで2度優勝している実力者である。

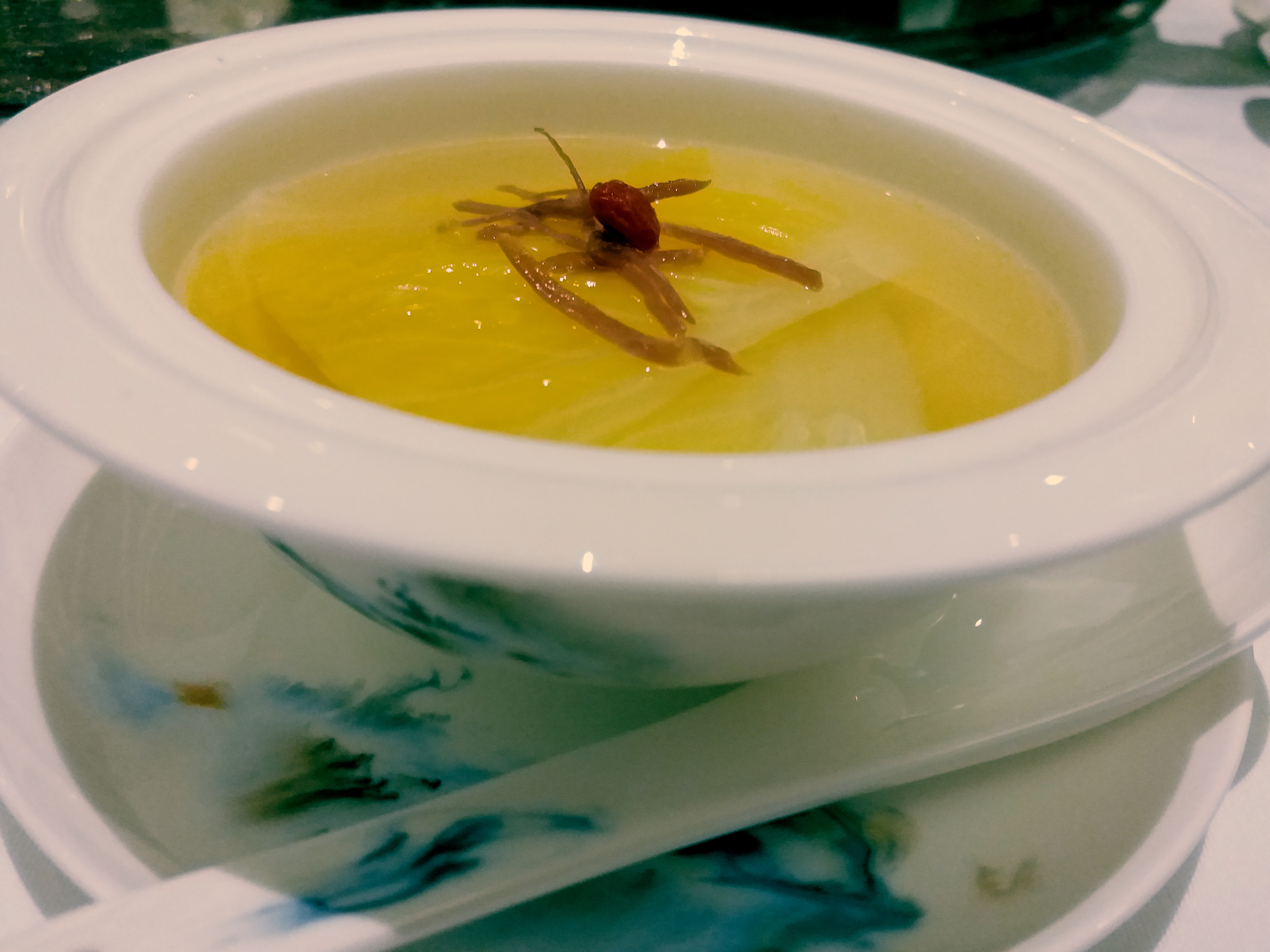
開水白菜

初戦の包丁さばき比べで、ケンとティエンはともに決勝へ勝ち進んだ。決勝は、調味料を使わずに作るスープ「大羹不和」がテーマであった。ティエンは凝った素材を使い宮廷料理のスープを作る。ケンは「白菜は、俺の村では家族のように身近な存在だった」というピンイーの言葉を思い出し，ありふれた食材で開水白菜を作る。ケンはていねいに鶏で出汁を取り、アクを取り除いていく。審査員たちはケンの澄み切ったスープを「命の食」だとして勝者とする。ティエンは審査委員長が飲み干した皿にわずかに残った開水白菜を指で救って味わうと、自身の負けを認めて退場した。

## スタッフ
本節の出典。
- 監督 - イップ・ウィンキン
- 製作 - ジェレミー・K・P・チャン、シャロン・ヤン（英語版）
- 企画 - 染野行雄
- 脚本 - ワン・ポー、エディ・チウ
- 武術指導 - ユエン・チュン・ヤン（英語版）、ユエン・シュン・イー
- 編集 - ダン・ウェンタオ
- 美術 - アラン・シン
- 音楽 - リアン・ウェンタオ

## キャスト
| 役名             | 俳優                         | 日本語吹替 | 説明                                     |
| ---------------- | ---------------------------- | ---------- | ---------------------------------------- |
| ホアン・ピンイー | サモ・ハン・キンポー         | 堀内賢雄   |                                          |
| ケン・ロン       | ヴァネス・ウー               | 蓮池龍三   |                                          |
| シェン・イン     | 加護亜依                     | 加護亜依   | シェン・チンの妹。「四海一品」従業員。   |
| シェン・チン     | チェリー・イン               | 堀江真理子 | シェン・インの姉。「四海一品」オーナー。 |
| ティエン         | ラム・ジーチョン             | 宇野正義   | 「粤皇軒」料理長。                       |
| リアン           | ティミー・ハン・ティン・ミン |            | ジョーの子分。                           |
| ホアン・ピンチー | ブルース・リャン             | 池田知聡   | ピンイーの兄。                           |
| ホアン・ジョー   | ルイス・ファン               | 奈良徹     | 「粤皇軒」支配人。                       |